# آفتاب‌پرست (بازی)
آفتاب‌پرست (به انگلیسی: Chameleon، خوانده میشود: کمیلین) که با نام جاسوس نیز شناخته میشود، یک بازی جمعی با ماهیت فریب (مانند مافیا) است. در این بازی، به همه بازیکنان بجز آفتاب‌پرست، یک کلمه رمز داده میشود و بازیکنان باید به نوبت توضیحات مبهمی راجع به رمز ارایه دهند و آفتاب‌پرست نیز تلاش میکند خود را شبیه بازیکنان عادی جلوه دهد و کلمه رمز را کشف کند تا کسی از نقش او مطلع نشود. بعد از اتمام توضیحات، بازیکنان برای کشف آفتاب‌پرست رای گیری میکنند.

## روند بازی
در آغاز به تعداد بازیکنان برگه تهیه میشود و روی همه برگه‌ها (بجز یکی) یک کلمه رمز یکسان با موضوع مشخص نوشته میشود و بر روی یک برگه باقیمانده کلمه آفتاب‌پرست نوشته میشود. سپس برگه‌ها به صورت بسته و تصادفی بین بازیکنان پخش میشود. پس از آن بازیکنان هریک باید به نوبت جمله کوتاهی درباره کلمه رمز توضیح دهند به صورتی که آفتاب‌پرست نتواند کلمه رمز را حدس بزند. بعد از اینکه همه بازیکنان توضیحات خود را ارایه دادند اکنون نوبت به بحث درباره اینکه چه کسی آفتاب‌پرست است میرسد و بازیکنان باید برای کشف آفتاب‌پرست رای گیری کنند.

## پایان بازی
در انتهای بازی اگر بازیکنان نتوانند آفتاب پرست را به درستی تشخیص دهند، آفتاب‌پرست برنده بازی میشود یک دور از بازی پایان میابد. و آفتاب‌پرست +2 امتیاز کسب میکند.
ولی اگر آفتاب پرست درست تشخیص داده شود او دوبار فرصت دارد تا کلمه رمز را حدس بزند. اگر آفتاب پرست موفق به کشف کلمه رمز شود +1 امتیاز کسب میکند و در غیر اینصورت همه بازیکنان بجز آفتاب‌پرست +1 امتیاز کسب میکنند.